# Wilhelm Fahlbusch (Offizier)
Wilhelm August Dietrich Heinz Fahlbusch (* 8. November 1914 in Hannover; † 12. Juni 2002 in Bonn) war ein deutscher Offizier in Wehrmacht und Bundeswehr.

## Leben
Fahlbusch, Sohn eines Landgerichtsdirektors, trat nach Abschluss der Schule als Fahnenjunker in die Luftwaffe ein und kam in die I. Abteilung des Flak-Regiments 7 nach Wolfenbüttel. Von Anfang 1936 bis November 1936 war er an der Kriegsschule Dresden, wurde dann, ab 20. April 1937 Leutnant, bis 8. Mai 1938 als Batterie-Offizier in die I. Abteilung des Flak-Regiments 7 kommandiert. Anschließend wurde er Adjutant der I. Abteilung des Flak-Regiments 8 in Wien und wurde in dieser Position am 1. September 1939 Oberleutnant. Ab 16. August 1940 war er mit Wirkung zum 7. September 1940 zum Chef der 8. Batterie des Flak-Regiments 11 (motorisiert) ernannt worden. Als stellvertretender Führer der II. Abteilung des Flak-Regiments 11 konnte er Ende September 1941 mehrere sowjetische Panzerangriffe zurückschlagen und dabei mit den schweren 8,8-cm-Geschützen der Abteilung bei Kiew über 20 Panzer und weitere Fahrzeuge vernichten. Dafür wurde Fahlbusch am 31. Dezember 1941 mit dem Ritterkreuz des Eisernen Kreuzes ausgezeichnet.  Am 24. Oktober 1941 wurde er schwer verwundet und verlor das linke Auge. Mitte Dezember 1941 wurde er mit Wirkung zum 5. Januar 1942 in den Generalstab zum Generalquartiermeister der Luftwaffe kommandiert und war Referent im Luftwaffenführungsstab. Am 3. Juli 1942 wurde er zur besonderen Verfügung des Reichsministers der Luftfahrt kommandiert. Vom 20. September 1942 (Beförderung zum Hauptmann am 26. März 1942) bis 10. Oktober 1942 nahm er an einem Lehrgang für Transportbearbeiter teil und kam dann ab 24. Januar 1943 zu Kriegs-Lehrgängen für Führungsgehilfen an die Luftkriegsakademie Berlin-Gatow. Am 6. Juli 1943 wurde er mit Wirkung zum 1. Juli 1943 erst zum Stab der 22. Flak-Division als Ia kommandiert, um dann zwei Tage später in den Generalstab versetzt zu werden. Am 22. Oktober 1943 wurde er dann mit Wirkung zum 1. September 1943 Ia der 22. Flak-Division und blieb in dieser Position bis 19. Januar 1944. Zwischenzeitlich wieder zum Generalstab kommandiert, wurde er später als Major (Beförderung am 1. Februar 1944) hier am 16. August 1944 Gruppenleiter in der 6. Abteilung. Zu Kriegsende geriet er in Kriegsgefangenschaft. Die Internierung erfolgte bis Oktober 1945 in Schleswig-Holstein, bevor er bis zu seiner Freilassung am 3. April 1947 in weitere Kriegsgefangenenlager, u. a. in England und Belgien, eingewiesen worden war.
1947 begann Fahlbusch eine käufmannische Lehre und war kaufmännischer Angestellter bei der Firma Steinweg in Hermannsburg bis 1950 und danach bei der Firma Dr. Georg Peine in Hannover.
Am 16. August 1956 wurde Fahlbusch als Berufssoldat in die im Jahr zuvor neu gegründeten Bundeswehr aufgenommen. Am 1. März 1957 wurde er zum Major im Generalstab befördert, später zum Oberstleutnant (Beförderung am 11. Dezember 1957) und ab 17. November 1960 im Range eines Obersts. Durch Kabinettsbeschluss vom 28. Juli 1965 wurde Fahlbusch zum Brigadegeneral ernannt. Er arbeitete als Unterabteilungsleiter im Führungsstab der Luftwaffe. Von Juli 1969 bis Oktober 1969 war er Stellvertreter und Chef des Stabes des Deutschen Bevollmächtigten Mitte. Anschließend wurde er zum Deutschen Bevollmächtigten Mitte. Ende Juni 1969 gab er das Kommando ab. Am 31. März 1970 wurde Fahlbusch aus dem Dienst entlassen.

## Werke (Auswahl)
- Aufgaben der Landesverteidigung. Vortrag von Oberst im Generalstab Fahlbusch im Nachlass von Erich Schneider. In: Bundesarchiv N 625/135.